# Escudo Ucraniano

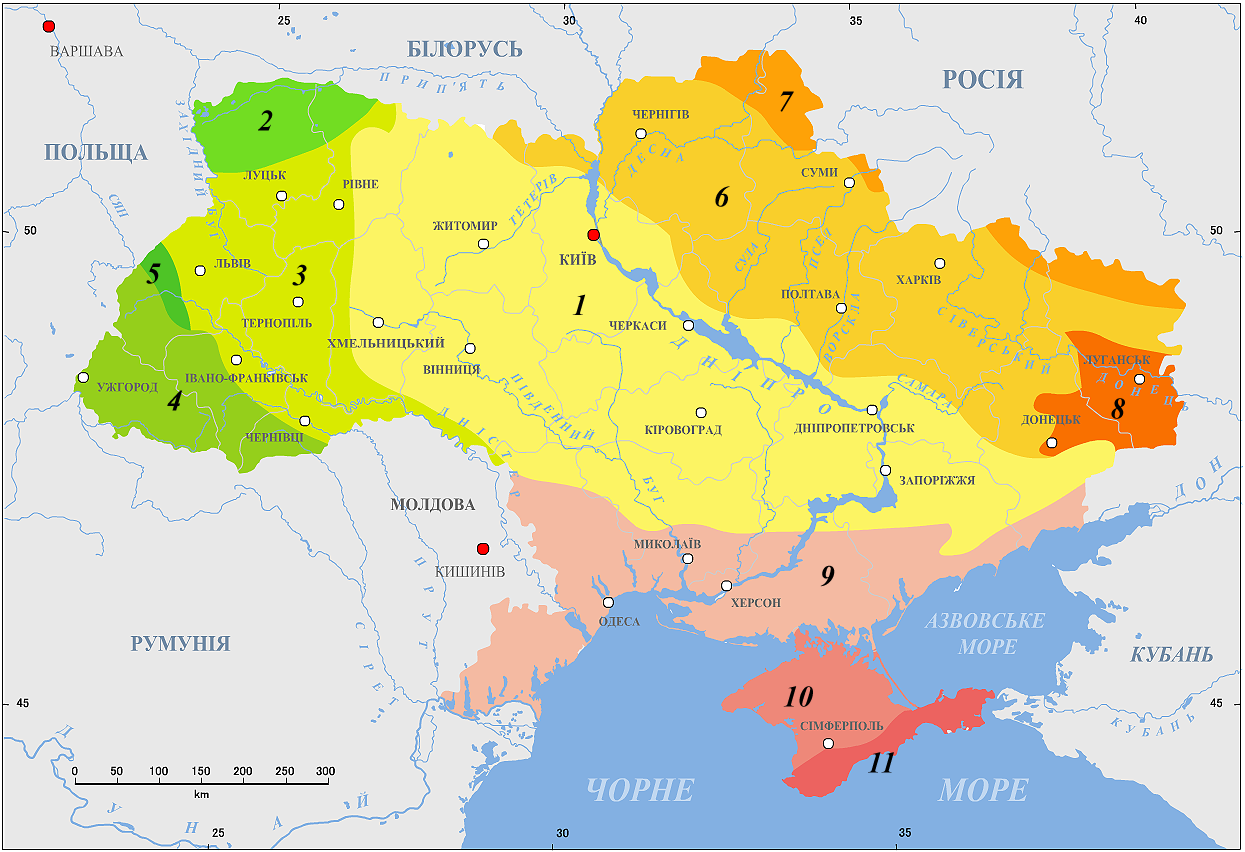
1. Escudo Ucraniano

Em geologia, o Escudo Ucraniano (ou Maciço Cristalino Ucraniano) é um escudo localizado no centro da Ucrânia. O Escudo Ucraniano e o Maciço de Voronezh consistem em 3,2-3,8 biliões de anos de crateras Archaeanas no sudoeste e leste, e 2,3-2,1 biliões de anos de cinturões orogênicos proterozóicos antigos. O escudo ucraniano é de aprox. 900 km de comprimento e 60-150 km de largura.